# Heidelberger Druckmaschinen
Heidelberger Druckmaschinen AG, ofte blot markedsført som Heidelberg, er en tysk producent af offsettrykmaskiner. Virksomheden er med en markedsandel på mere end 47% den største af sin art på verdensplan. Virksomheden har sit navn efter byen Heidelberg i Baden-Württemberg, hvor koncernen har sit hovedsæde. Virksomheden omsatte i 2008/2009 for 2,999 mia. euro og beskæftigede 18.000 medarbejdere.
Heidelberger Druckmaschinen blev grundlagt i 1850.
Arkoffsetudstyr, som det Heidelberg producerer, anvendes til farvede tryksager af høj kvalitet som f.eks. kataloger, kalendre, plakater og labels. Heidelberg producerer både udstyr til prepress, trykning og postpress.